# Louis Dufour
Louis Dufour   (Les Avants, 26 de juliol de 1901 - Ginebra, 26 d'octubre de 1982) va ser un jugador d'hoquei sobre gel suís que va competir entre la Primera i la Segona Guerra Mundial.
El 1920 va prendre part en els Jocs Olímpics d'Anvers, en la primera presència d'aquest esport en uns Jocs. En ells finalitzà en cinquena posició.
Vuit anys més tard, va participar en els Jocs Olímpics de Sankt Moritz, on guanyà la medalla de bronze en la competició d'hoquei sobre gel.
Amb el HC Rosey Gstaad, amb qui jugà entre 1919 i 1931, guanyà la lliga suïssa el 1921, 1924 i 1925. Entre 1931 i 1937 jugà en diferents equips francesos. Amb la selecció suïssa també guanyà l'or al Campionat d'Europa de 1926 i el bronze als de 1924 i 1925.